# Старцев, Владимир Нестерович
Владимир Нестерович Старцев (Пустой шаблон {{ВД-Преамбула}} ) — советский хоккеист, защитник, нападающий. Мастер спорта СССР.

## Биография
Младший брат в спортивной семье Старцевых. Брат Виталий — чемпион Свердловской области по классической борьбе, сестра Галина — мастер спорта в конькобежном спорте. Александр (род. 1934) и Леонид (1940—2014) играли в хоккей с мячом.
Воспитанник нижнетагильского хоккея. Выступал за команды «Уралец» Нижний Тагил (1964/65), «Спутник» Нижний Тагил (1965/66), «Звезда» Чебаркуль (1966/67 — 1968/69), «Сибирь» Новосибирск (1969/70 — 1971/72), «Автомобилист» Свердловск (1972/73 — 1974/75, 1977/78), «Титан» Березники (1975/76).
Серебряный призер хоккейного турнира II зимней Спартакиады народов СССР (1966).
В высшей лиге провёл три сезона (1969/70 — 1970/71, 1972/73).
Работал заливщиком льда во Дворце спорта профсоюзов, играл за ветеранов «Автомобилиста».